# Xã Center, Quận Ness, Kansas
Xã Center (tiếng Anh: Center Township) là một xã thuộc quận Ness, tiểu bang Kansas, Hoa Kỳ. Năm 2010, dân số của xã này là 1.468 người.